# Paddy Bourke
Paddy Bourke ist ein irischer Politiker und war 2007 bis 2008 Lord Mayor of Dublin.
Bourke gehörte erstmals von 1991 bis 1999 dem Dubliner Stadtrat (Dublin City Council) an. Der Labour-Politiker vertrat dort den Dubliner Vorort Artane. Nach seiner Wiederwahl ist er seit 2004 erneut Mitglied des Stadtrats. Mitte 2007 bis Mitte 2008 übte Bourke das Amt des 338. Lord Mayor (Oberbürgermeister) von Dublin aus. Am 30. Juni 2008 wurde die Fianna-Fáil-Politikerin Eibhlin Byrne zum neuen Lord Mayor of Dublin gewählt.
Bourke ist verheiratet und hat drei Kinder sowie zwei Enkelkinder.